# Fokker F-11
El Fokker F-11 fue un hidrocanoa de lujo producido como “yate aéreo” en los Estados Unidos, a finales de los años 20. Técnicamente, el avión era el Model 9 de la Fokker Aircraft Corporation of America. Fue vendido en Estados Unidos como Fokker F-11 y ofrecido en Europa como Fokker B.IV. En la época en que los seis primeros aviones habían sido construidos, ya era evidente que el diseño no iba a venderse bien. Se vendieron unos pocos, dos a notables multimillonarios: Harold Vanderbilt y Garfield Wood. Uno fue comprado por Air Ferries en San Francisco. El F-11A costaba 40 000 dólares, pero el precio fue recortado a 32 500 cuando la depresión se instaló en los años 30. El F-11 fue un fracaso comercial.

## Desarrollo

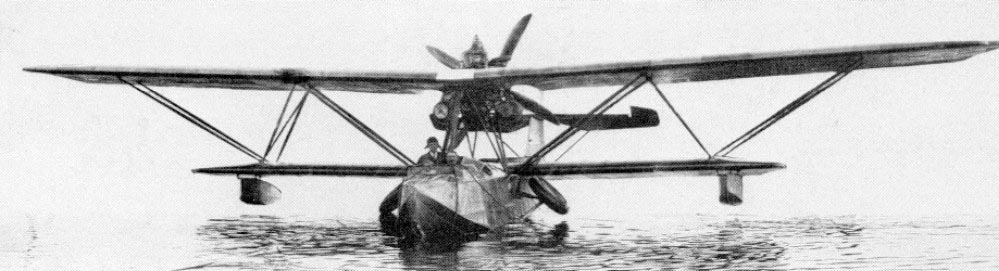
Fokker B.I.

En 1922, Fokker diseñó el hidrocanoa Fokker B.I, uno de los cuales fue entregado a la Armada holandesa. El diseño fue modernizado en 1926 como Fokker B.III, que la Armada holandesa rechazó adquirir. El B.III fue reconstruido como avión de pasajeros civil, el B.IIIc. Cuando el avión no se pudo vender, Anthony Fokker lo envió a su subsidiaria estadounidense, la Fokker Aircraft Corporation of America. La intención era usar el B.IIIc como  patrón de un biplano anfibio que se fabricaría en los Estados Unidos. El B.IIIc finalmente consiguió venderse.
Cuando el personalizado Kirkham Air Yacht de Harold Vanderbilt fue destruido en un fuego de hangar, rápidamente necesitó un nuevo yate aéreo, así que compró el B.IIIc, que fue reemplazado por el prototipo del F-11 cuando estuvo disponible. 
Fokker Corporation of America decidió rediseñar el avión extensamente y convertirlo a la configuración monoplana, mediante la unión de un fuselaje rediseñado con las alas del Fokker Universal. La decisión requirió que Albert Gassner, el ingeniero jefe de la Fokker Corporation of America, creara un nuevo avión. Tanto el fuselaje como las alas fueron tan extensamente rediseñados que ya no recordaban sus orígenes del B.III y Fokker Universal. El F-11A de producción tenía un ala alta del Fokker F-14. La góndola motora propulsora con un Pratt & Whitney Wasp de 525 hp estaba montada sobre soportes en la parte superior del ala.
El prototipo F-11, que voló por primera vez en 1928, era un anfibio con una combinación retráctil de tren aterrizaje/estabilizador. Fue el único F-11 Amphibian así equipado. El prototipo fue convertido en un hidrocanoa con flotadores montados en el ala como los F-11A. El modelo de producción era el F-11A, que tenía el ala de madera del F-14 y un motor Wright R-1750D Cyclone de 525 hp. Debido a que la Fokker Aircraft Corporation of America no disponía de las instalaciones necesarias para producir los fuselajes de duraluminio, Fokker America dispuso que los cascos fueran producidos en los Países Bajos. Fueron ordenados 20 inicialmente, pero solo seis fueron completados y entregados en Estados Unidos.
El Fokker F-11A era un hidrocanoa monoplano monomotor con casco de aluminio y ala de madera. 

## Historia operacional
El "Air Yacht" fue la invención de Grover Loening, que deseaba vender su hidrocanoa de cabina Model 23 como un avión de lujo deportivo y de negocios para hombres acomodados. Su Loening Model 23 fue un éxito, siendo el segundo ejemplar comprado por Vincent Astor y el tercero por Harold Vanderbilt. Flying had already become part of the life of the sporting upper class. El vuelo ya se había convertido en parte de la vida de la clase alta deportiva. Al igual que con los otros yates, había una considerable rivalidad por tener el mejor. Harold Vanderbilt, más tarde propietario de un F-11, tuvo una vez un Air Yacht personalizado. El éxito que tuvo el F-11 fue debido en gran parte a su uso por dos millonarios. El Fokker F-11 Air Yacht de Gar Wood lideró un “Crucero de Reconocimiento de los Grandes Lagos”, que más allá de las olas fue cubierto por tres reporteros. 
F-11 c/n 901 NC7887
Volado originalmente con la combinación retráctil de tren de aterrizaje/estabilizador. Más tarde el tren aterrizaje/estabilizador fue retirado y se instalaron flotadores de ala, y el 901 se convirtió en una hidrocanoa. El F-11 fue originalmente equipado con el ala del Super Universal y un fuselaje ligeramente más corto. Las dimensiones del F-11 eran: envergadura, 15,48 m; longitud, 13,08 m; superficie alar, 34,37 m².
El F-11 fue modificado al estándar F-11A y vendido a Harold Vanderbilt para reemplazar al único B.IIIc, que había sido destruido en un fuego de hangar durante marzo de 1928. El NC7887 resultó destruido durante un huracán en septiembre de 1938.
F-11A y F-11C c/n 902 NC148H
El NX148H fue retenido por Fokker, más tarde General Aviation, con el registro civil 148H; luego fue cambiado a NC148H. La letra N solo necesitaba ser usada en los registros de aviones si operaban fuera de los Estados Unidos. Este avión fue más tarde convertido en un F-11C bimotor con la instalación motora de un Fokker F-32, en un intento de cubrir una especificación por un hidrocanoa bimotor de la Guardia Costera estadounidense. Fue usado para probar varias instalaciones de configuraciones motoras. El Flying Yacht n/s 902 fue desguazado a finales de 1931.
Fokker F-11A c/n 903 NC151H
El NC151H número de serie 903: su registro fue el 151H. Se cree que nunca fue completado o volado. Debe haber sido utilizado para reparar el número de serie 901 que fue dañado en un accidente de carreteo durante septiembre de 1929. Destino final desconocido. 
F-11AHB c/n 904 NC127M
Dado el registro civil 127M, más tarde NC127M, fue vendido al afamado magnate piloto de barcos y lanchas de carreras Garfield Wood en 1929. Gar Wood lo reemplazó por un Fairchild 91 en 1936. Destino final desconocido.
Fokker F-11A c/n 905 NC843W
Fokker F-11AHB. Los dos F-11AHB fueron equipados con motores Pratt & Whitney R-1860 Hornet B de 575 hp. El NC844W fue rescatado por el Ejército para realizar pruebas como YC-16 en Wright Field durante 1930. El YC-16 fue juzgado no aceptable para su uso en servicio. Existe una foto del NC843 con los colores de Western Air Express, aunque no existen registros del avión en la aerolínea. El F-11AHB fue el penúltimo Fokker de construcción estadounidense registrado en los Estados Unidos. Destino final desconocido.
Fokker F-11AHB c/n 906, NC339N, CF-AUV
El último F-11 fue completado en 1930. Vendido y registrado como 339H, más tarde NC339N. Fue operado por Air Ferries, San Francisco. Vendido a un particular canadiense y registrado como CF-AUW, se estrelló cuando golpeó un árbol al despegar desde McDames Lake, Columbia Británica, el 28 de junio de 1935. Una gran parte del casco fue recuperada en 1978-79 y puesta en exhibición en el antiguo museo Aviodome en el aeropuerto de Schiphol. Cuando el museo cerró, fue transferido al museo Aviodome en el aeropuerto de Lelystad donde fue almacenado.
Al menos dos cascos de F-11 no fueron enviados desde Holanda a la Fokker Aircraft Company of America. Uno fue visto en una exposición de aviación en La Haya en 1937. Destino final desconocido. Otro fue donado a la Universidad Técnica de Delft. Fue desguazado en algún momento de los años 60.

## Variantes
F-11 o B.IV
Prototipo con casco de B.III, ala de Universal y motor Pratt & Whitney Wasp, más tarde reemplazado por un Wright Cyclone, uno construido.   
F-11A o B.IVa
Versión de producción con fuselaje y ala rediseñados, y motor Wright Cyclone, 5 construidos. 
F-11C
Modificado al reemplazarle el único motor por una góndola conteniendo dos motores en una disposición tractora-propulsora. 
F-11AHB
F-11A modificado con Pratt & Whitney Hornet de 275 hp y acomodación aumentada hasta 8 asientos.

## Operadores
Canadá
- W. Strong

 Estados Unidos
- Cuerpo Aéreo del Ejército de los Estados Unidos
- Air Ferries

## Especificaciones (F-11A)

### Características generales
- Tripulación: Dos
- Capacidad: 6 pasajeros
- Longitud: 13,7 m (45 ft)
- Envergadura: 18 m (59 ft)
- Altura: 4 m (13 ft)
- Superficie alar: 51 m² (549 ft²)
- Peso vacío: 2041 kg (4498,4 lb)
- Peso cargado: 3105 kg (6843,4 lb)
- Planta motriz: 1× motor radial de nueve cilindros en una fila refrigerado por aire Wright R-1750D Cyclone 9.
  - Potencia: 392 kW (540 HP; 533 CV)

### Rendimiento
- Velocidad nunca excedida (Vne): 180 km/h (112 MPH; 97 kt)
- Velocidad crucero (Vc): 153 km/h (95 MPH; 83 kt)
- Alcance: 640 km (346 nmi; 398 mi)

## Aeronaves relacionadas

### Secuencias de designación
- Secuencia F._ (interna de Fokker America): ← Universal - Super Universal - F.10 - F.11 - F.14 - AF.15 - F.18 →
- Secuencia C-_ (Aviones de Carga del USAAC/USAAF/USAF, 1924-1962): ← C-12 - C-14 - C-15 - C-16 - C-17 - C-18 - C-19 →